# Carex chichijimensis
Carex chichijimensis är en halvgräsart som beskrevs av Katsuy. Carex chichijimensis ingår i släktet starrar, och familjen halvgräs. Inga underarter finns listade i Catalogue of Life.

## Bildgalleri

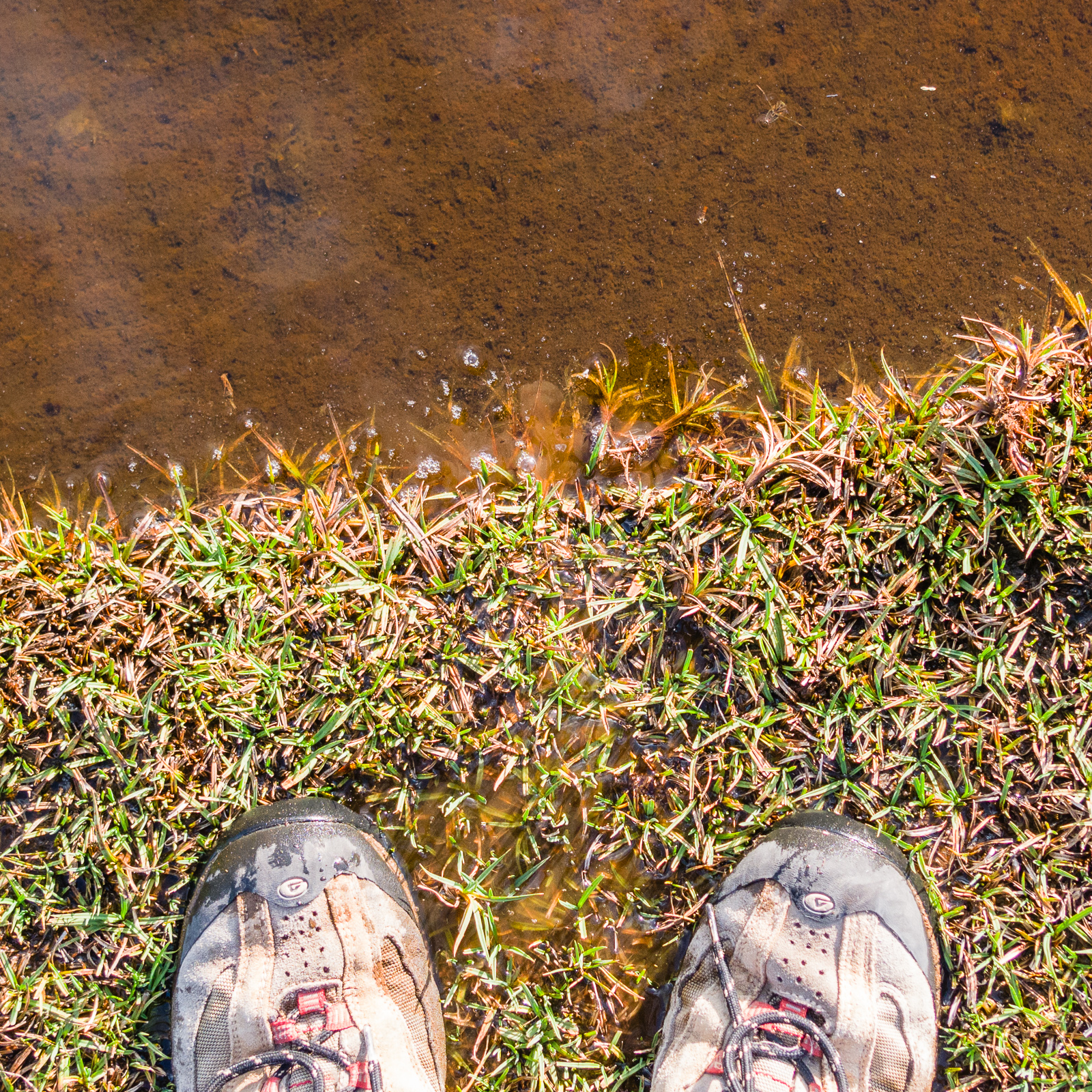
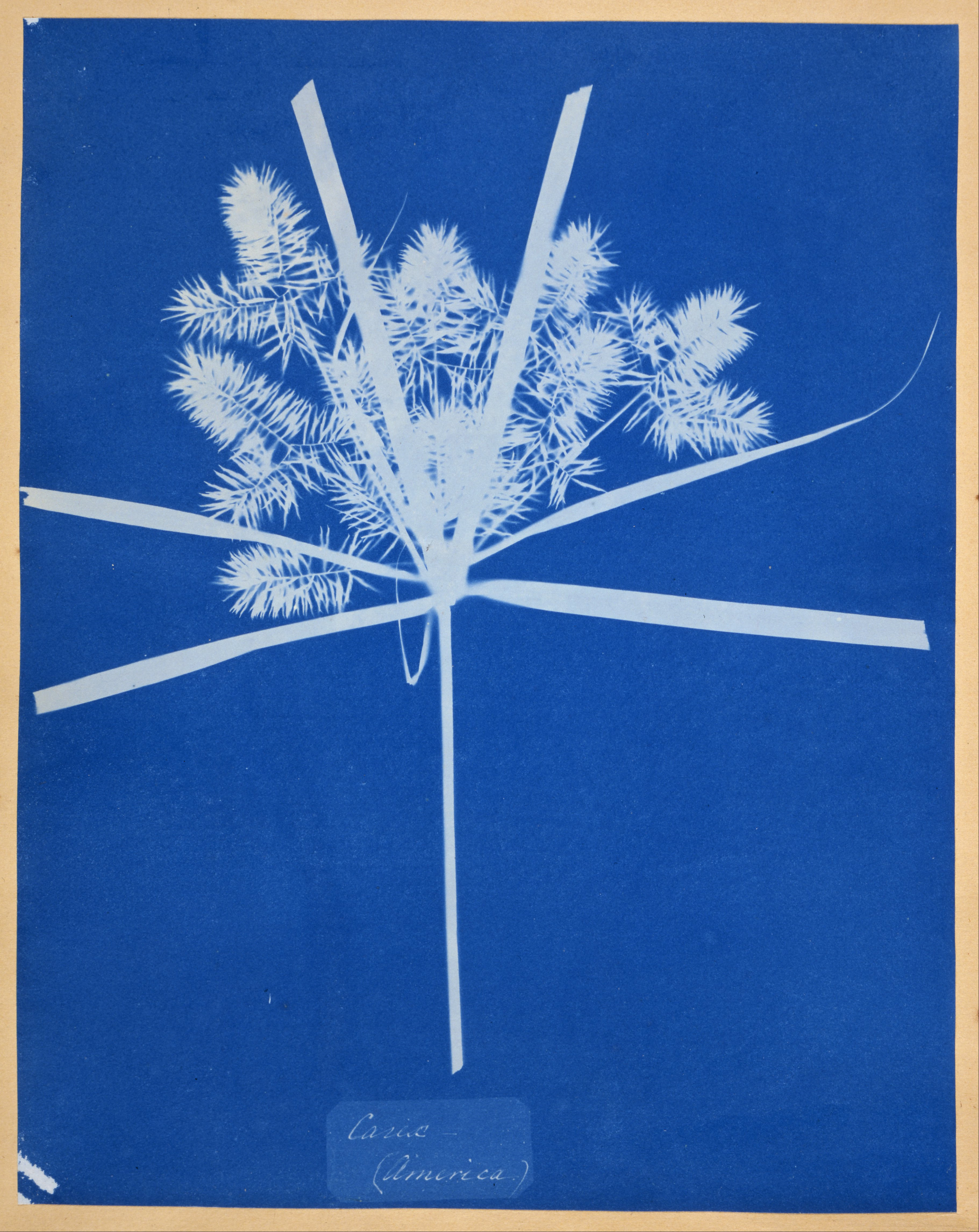
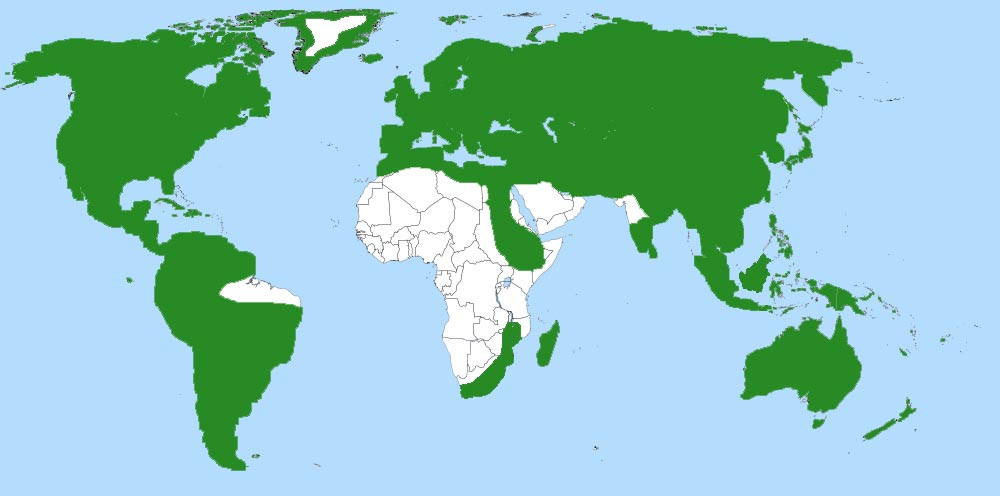